# لوسي آن بولك
لوسي آن بولك (بالإنجليزية: Lucy Ann Polk)‏ هي مغنية وعازفة جاز أمريكية، ولدت في 16 مايو 1927 في ساندبوينت في الولايات المتحدة، وتوفيت في 10 أكتوبر 2011 في غلينديل في الولايات المتحدة.

## وصلات خارجية
- لوسي آن بولك على موقع IMDb (الإنجليزية)
- لوسي آن بولك على موقع ميوزك برينز (الإنجليزية)
- لوسي آن بولك على موقع أول ميوزيك (الإنجليزية)
- لوسي آن بولك على موقع ديسكوغز (الإنجليزية)